# أبو العيش أحمد بن كنون
أبوالعيش أحمد بن كَنون، كان أبوالعيش هذا فقيها ورعا، حافظا للسير، عارفا بأخبار الملوك وأيام الناس وأنساب قبائل العرب والبربر، شجاعا، جوادا وهوالسلطان الثاني عشر يًعتبر من آخر سلاطين دولة الأدارسة في المغرب. حكم ما بين سنتي 948 و954، (ولد يوم 18 ربيع الأول 928هـ في طنجة وتوفي في الأندلس صبيحة 26 شوال من سنة 954 هـ)، إمام من أئمة المسلمين وعالم جليل وعابد فاضل من ذرية الحسن بن علي بن أبي طالب وله مكانة جليلة عظيمة لدى أهل المغرب الأقصى.
لُقِبَ ب أبوالعيش لكرمه، ويعتبر السُلطان الثاني عشر في دولة الأدارسة، وقد ساهم في انتشار مدرسة الطريقة الإدريسية، وقد استطاع أن يؤسس في عصره مدرسة فقهية، فتتلمذ على يده العديد من العلماء. ومن الجدير بالذِكر أن أبوالعيش أحمد يُعتبر واحدًا من أكثر الشخصيات تبجيلاً عند أتباع الطريقة الإدريسية، وهي إحدى الطرق الصوفيَّة السنيَّة.
كان من أوائل الرواد في علم الجغرافيا حيث تتلمذ على يدي من تتلمذو على يديه علماء كعالم الجغرافيا الإدريسي.

## سيرته وحياته

### نسبه
هو أحمد بن القاسم كنون بن محمد بن القاسم بن إدريس الثاني بن إدريس الأول بن عبد الله المحض بن الحسن المثنى بن الحسن السبط بن علي بن أبي طالب .كُني أحمد أبوالعيش ب: أبوعيسى. ولقب بأبي العيش، وعُرف بين الأدارسة ب أحمد الفاضل.

### مولده ونشأته
وُلد أبو العيش أحمد في طنجة بتاريخ 18 ربيع الأول سنة 938 من الهجرة النبوية الشريفة، الموافق سنة 1531م. وقد وُصف أبوالعيش بأنه مربوع القامة، ليس بالطويل ولا بالقصير، أبيض الوجه، أزهر، أسود الشعر، أشم الأنف قد انحسر الشعر عن جبينه.
والده القاسم كنون هو السلطان الحادي عشر في دولة الأدارسة، أخذ عنه فهم علوم الكلام والقرآن الكريم فحفظه وهو ابن العاشرة وقد اتخذه والده مساعداً له وأميناً على أسراره، واعتمده في مهمّات أموره، وفي إدارة المناطث التي كان والياً وسلطاناً عليها وهي طنجة وسبتة وقلعة حجر النسر وتطوان وبلاد مصمودة، آلت الولاية إلى أبي العيش أحمد عندما بلغ ربيعه العشرين (20 سنة)، وذلك بعد أن توفي والده مسموماً.

### زوجاته وأبناؤه
تزوَّج أبوالعيش من امرأة واحدة وهي: فاطمة بنت محمد بن القاسم بن إدريس الثاني بن إدريس الأول بن علي بن أبي طالب، وكان أبوها عماً له، وهي والدة القارئ عيسى. وكان أبوالعيش شديد المحبة لإبنه عيسى وكثير الإشفاق عليه؛ ولذا كان أهل المغرب يظنون أنه الخليفة من بعد أبيه، ولكن أبوالعيش منعه إياها خوفاً عليه وأوكل بها أخاه الحسن.

### حياته بعد توليه إمارة المسلمين

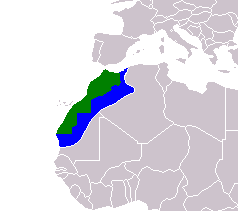
الدولة الإدريسية (788-974 م)

بعد وفاة السلطان القاسم كنون بفترةٍ قصيرة وتولّي أبوالعيش أحمد مقاليد قيادة المناطق التي كان والده يديرها ( مناطق الريف) بايع أبا العيش كافة أهل المغرب إلى سجلماسة وكان السواد الأعظم من أهل المغرب الأقصى لهم محبة في جانب آل إدريس وإيثار لهم لايبغون بهم بدلا مهما وجدوا إلى ذلك سبيلا.، وعُرف عنه زهده في الخلافة وكان مائلا إلى بني مروان وكان يرى أنهم أصلحُ من العبيديين ولما ولي بعد أبيه قطع دعوة العبيديين (الفاطميين) في جميع عمله، وبايع لعبد الرحمن الناصر لدين الله صاحب الأندلس، وخطب له على جميع منابر عمله وذلك بعد أن تدهورت أوضاع دولة الأدارسة بسبب الخلافات الداخلية ونشوء حركات تهدف للانقسام.
ولما بايع أبوالعيش لعبدالرحمان الناصر وخطب له اقترح عليه أن يتنازل له عن طنجة ليضيفها إلى سبتة التي كان استولى عليها من قبل، فامتنع أبوالعيش من ذلك فبعث إليه الناصر بالأسطول والمقاتلة فحاصره وضيق عليه. فلما رأى أبوالعيش أنه لا طاقة له بحربه أجابه إلى ما سأل وتنازل له عن طنجة وبقي أبوالعيش مع إخوته وبني عمه من الأدارسة بمدينة البصرة وأصيلة تحت بيعة الناصر.

## وفاته
لما رأى أبوالعيش غلبة الناصر على بلاد العدوة هانت عليه رياستها فكتب إليه بقرطبة يستأذنه في الجهاد فأذن له. ولما خرج أبوالعيش إلى الأندلس برسم الجهاد استخلف على عمله أخاه الحسن بن كنون وكان آخر ما أوصى به الصلاة وصلة الرحم: «أي بني فإني قد خرجتُ لا لأجل شيءِ إلا ما يعلمه الله وإني أوصيك بحفظ الأمانة والصلاة وصلة الأرحام»، قُتِل أبو العيش في جهاد الفرنج سنة 348 هـ.

## وصلة خارجية
http://islamstory.com/ar/الأدارسة_في_المغرب_الأقصى